# ان‌جی‌سی ۲۲۰۷ و آی‌سی ۲۱۶۳
ان‌جی‌سی ۲۲۰۷ و آی‌سی ۲۱۶۳ دو کهکشان هستند که باهم تصادم کرده‌اند.این کهکشان‌ها توسط جان هرشل و در سال ۱۸۳۵ کشف شد.از ان‌جی‌سی ۲۲۰۷ سه ابرنواختر دیده‌شده‌است (SN 1975A, SN 1999ec and SN 2003H).